# 九星飲料工業
九星飲料工業株式会社（きゅうせいいんりょうこうぎょう）は、福岡県糸島市に本社を置く飲料品の製造販売を行うメーカーである。

## 概要
1907年（明治40年）2月1日創業、地場のラムネ等製造メーカーとしての歴史がある。飲料受託製造企業（パッカー）として、ペットボトル、ボトル缶、スパウト（飲み口）付きパウチ入りの緑茶、ウーロン茶、コーヒー飲料、茶系飲料、レトルト飲料、果実飲料、炭酸飲料、乳性炭酸飲料等の清涼飲料ならびに酒類（リキュール類、焼酎）の受託加工、製品開発及び製造販売を行なっている。

## 沿革
- 1907年2月 - 福岡市早良区西町で九星合資会社創業
- 1913年5月 - 福岡市西区周船寺に分工場開設（1943年戦時統制で一時閉鎖）
- 1950年4月 - 九星飲料工業所設立、ラムネ製造再開
- 1953年4月 - 九星飲料工業株式会社として法人化
- 1959年12月 - ラビー栄養化学研究所開設。発酵乳酸菌飲料製造開始
- 1969年3月 - 受注加工開始
- 2001年7月 - 現在地に伊都配送センター完成
- 2002年3月 - 現在地に新工場「伊都工場」完成
- 2002年6月 - 現在地に本社移転
- 2002年10月 - 西区周船寺旧工場閉鎖
- 2009年2月 - 新東京オフィス完成
- 2009年4月 - 伊都工場4号ライン（Pライン）稼働開始
- 2013年5月 - 食品安全マネジメントシステムの国際規格『FSSC22000』の認証取得
- 2014年10月 - 伊都工場内にメガソーラー発電所（1,750KW）開設
- 2016年11月 - 無菌充填PETライン（Dライン）新設・稼働開始
- 2017年5月 - 東京オフィス移転
- 2019年1月 - 第2無菌充填PETライン（Eライン）新設・稼働開始
- 2022年2月 - 第3無菌PETライン（Fライン）新設・稼働開始

## 関連会社
- 株式会社スターナイン